# Edwardsia andresi
Espèce
Edwardsia andresi est une espèce de la famille des Edwardsiidae.

## Systématique
Le nom valide complet (avec auteur) de ce taxon est Edwardsia andresi Danielssen, 1890.
Edwardsia andresi a pour synonyme :
- Edwardsioides andresi Danielssen, 1890

## Publication originale
- Danielssen D.C. (1890). Actinida. In: Den Norske Nordhavs-Expedition 1876–1878. Zoologi. Grøndahl & Søns, Christiania.